# Kubok Rossii 2006-2007
La Coppa di Russia 2006-2007 (in russo Кубок России?, Kubok Rossii) è stata la 15ª edizione del principale torneo a eliminazione diretta del calcio russo. Il torneo è iniziato il 13 aprile 2006 ed è terminato il 27 maggio 2007, con la finale giocata allo Stadio Lužniki di Mosca. Il Lokomotiv Mosca ha vinto la coppa per la quinta volta, battendo in finale ai supplementari l'FK Mosca.

## Formula
La Coppa si dipanava su 10 turni: i primi 5 furono disputati in gara unica, mentre dagli ottavi si procedeva con i doppi turni; la finale, invece, era disputata su gara unica. Nel corso della manifestazione entravano in scena le squadre di livello via via più alto: ai primi turni parteciparono solo squadre di Vtoroj divizion (il terzo livello del campionato russo di calcio); le formazioni di Pervij divizion entrarono in scena solo a partire dal quarto turno, mentre quelle di Prem'er-Liga erano qualificate direttamente ai sedicesimi di finale.

## Turno preliminare
A questo turno parteciparono 12 squadre provenienti dalla Vtoroj divizion.
Le sei partite furono disputate tra il 13 e il 29 aprile 2006.

### Zona Occidentale
| Squadra 1        | Risultato       | Squadra 2        |
| ---------------- | --------------- | ---------------- |
| Voločanin-Ratmir | 0 – 0 (4-2 dcr) | Volga Tver'      |
| Šeksna Čerepovec | 0 – 2           | Spartak Kostroma |
| Smolensk         | 2 – 1           | Arsenal Tula     |

### Zona centrale
| Squadra 1  | Risultato | Squadra 2        |
| ---------- | --------- | ---------------- |
| Elec       | 2 – 0     | Dinamo Voronež   |
| Nika Mosca | 4 – 0     | Saturn Egor'evsk |

### Zona Sud
| Squadra 1           | Risultato | Squadra 2         |
| ------------------- | --------- | ----------------- |
| Spartak Vladikavkaz | 2 – 0     | Dinamo Stavropol' |

## Primo turno
Alle sei squadre promosse dal turno preliminare si aggiunsero 64 formazioni di Vtoroj divizion.
Le partite furono disputate tra il 26 aprile e il 18 maggio 2006.

### Zona Ovest
| Squadra 1         | Risultato       | Squadra 2                   |
| ----------------- | --------------- | --------------------------- |
| Petrotrest        | 0 – 2           | Voločanin-Ratmir            |
| Zenit-2           | 1 – 1 (4-2 dcr) | Baltika-2                   |
| Spartak Kostroma  | 2 – 3           | Dinamo Vologda              |
| Fortuna Mytishchi | 2 – 1           | Torpedo-RG                  |
| Torpedo Vladimir  | 3 – 0           | Smolensk                    |
| Sportakademklub   | 0 – 0 (7-6 dcr) | Spartak Ščëlkovo            |
| Reutov            | 2 – 0           | Presnja                     |
| Nara-Desna        | 2 – 0           | Tekstilščik-Telekom Ivanovo |

### Zona centrale
| Squadra 1           | Risultato   | Squadra 2         |
| ------------------- | ----------- | ----------------- |
| Don Novomoskovsk    | 0 – 2       | Spartak Luchovicy |
| Zvezda Serpuchov    | 2 – 1 (dts) | Lokomotiv Kaluga  |
| Lobnya-Alla         | 2 – 1       | Vitjaz' Podol'sk  |
| Ryazan-Agrokomplekt | 2 – 0 (dts) | Nika Mosca        |
| Spartak Rjazan'     | 3 – 0       | Spartak Tambov    |
| Lokomotiv Liski     | 3 – 1       | Gubkin            |
| Mordovija           | 2 – 1 (dts) | Zenit Penza       |
| Metallurg Lipeck    | 3 – 0       | Elec              |

### Zona Sud
| Squadra 1                | Risultato       | Squadra 2               |
| ------------------------ | --------------- | ----------------------- |
| Rotor                    | 3 – 1           | Tekstil'ščik Kamyšin    |
| Sudostroitel' Astrachan' | 1 – 2           | Olimpija Volgograd      |
| Ėlista                   | 2 – 0           | Dagdizel' Kaspijsk      |
| Avtodor Vladikavkaz      | 2 – 4           | Spartak Vladikavkaz     |
| SKA Rostov               | 2 – 3           | Taganrog                |
| Kavkaztransgaz-2005      | 1 – 1 (1-3 dcr) | Krasnodar-2000          |
| Spartak-UGP Anapa        | 1 – 1 (5-4 dcr) | Černomorec Novorossijsk |
| Soči-04                  | 0 – 0 (2-4 dcr) | Družba Majkop           |

### Zona Urali-Volga
| Squadra 1             | Risultato       | Squadra 2              |
| --------------------- | --------------- | ---------------------- |
| Alnas                 | 2 – 0           | Neftechimik            |
| Ėnergetik Uren'       | 0 – 2           | Dinamo Kirov           |
| Volga Nižnij Novgorod | 2 – 0           | Kryl'ja Sovetov-SOK    |
| Junit Samara          | 0 – 0 (4-2 dcr) | Gazovik Orenburg       |
| Tjumen'               | 2 – 0           | Uralec-TS Nižnij Tagil |
| Zenit Čeljabinsk      | 1 – 3 (dts)     | SOJUZ-Gazprom          |

### Zona Est
| Squadra 1               | Risultato   | Squadra 2               |
| ----------------------- | ----------- | ----------------------- |
| Kuzbass-Dinamo Kemerovo | 1 – 2       | Zarja Leninsk-Kuzneckij |
| Irtyš Omsk              | 1 – 0       | Čkalovec                |
| Šachtër Prokop'evsk     | 1 – 0       | Dinamo Barnaul          |
| Sibirjak Bratsk         | 0 – 1       | Čita                    |
| Okean                   | 4 – 3 (dts) | Smena K.N.A.            |

## Secondo turno
Alle 35 promosse del turno precedente si aggiunsero altre 5 squadre di Vtoroj divizion.
Le partite furono disputate tra il 10 e il 29 maggio 2006.

### Zona Ovest
| Squadra 1        | Risultato | Squadra 2         |
| ---------------- | --------- | ----------------- |
| Voločanin-Ratmir | 0 – 1     | Zenit-2           |
| Dinamo Vologda   | 3 – 1     | Fortuna Mytishchi |
| Sportakademklub  | 0 – 2     | Torpedo Vladimir  |
| Reutov           | 0 – 3     | Nara-Desna        |

### Zona centrale
| Squadra 1           | Risultato       | Squadra 2        |
| ------------------- | --------------- | ---------------- |
| Spartak Luchovicy   | 1 – 0 (dts)     | Zvezda Serpuchov |
| Ryazan-Agrokomplekt | 0 – 1           | Lobnya-Alla      |
| Lokomotiv Liski     | 1 – 1 (3-4 dcr) | Spartak Rjazan'  |
| Mordovija           | 2 – 1           | Metallurg Lipeck |

### Zona Sud
| Squadra 1           | Risultato       | Squadra 2         |
| ------------------- | --------------- | ----------------- |
| Olimpija Volgograd  | 2 – 1           | Rotor             |
| Spartak Vladikavkaz | 3 – 0           | Ėlista            |
| Taganrog            | 0 – 1           | Krasnodar-2000    |
| Družba Majkop       | 3 – 3 (0-2 dcr) | Spartak-UGP Anapa |

### Zona Urali-Volga
| Squadra 1        | Risultato       | Squadra 2             |
| ---------------- | --------------- | --------------------- |
| Rubin-2          | 0 – 1           | Alnas                 |
| Dinamo Kirov     | 1 – 1 (8-7 dcr) | Volga Nižnij Novgorod |
| Nosta Novotroick | 0 – 0 (3-2 dcr) | Junit Samara          |
| SOJUZ-Gazprom    | 3 – 0           | Tjumen'               |

### Zona Est
| Squadra 1               | Risultato       | Squadra 2         |
| ----------------------- | --------------- | ----------------- |
| Zarja Leninsk-Kuzneckij | 0 – 1           | Metallurg-Kuzbass |
| Šachtër Prokop'evsk     | 1 – 2 (dts)     | Irtyš Omsk        |
| Čita                    | 1 – 0           | Zvezda Irkutsk    |
| Amur Blagoveščensk      | 0 – 0 (7-6 dcr) | Okean             |

## Terzo turno
Parteciparono a questo turno le 20 promosse dal turno precedente.
Le partite furono disputate tra il 31 maggio e l'8 giugno 2006.

### Zona Ovest
| Squadra 1        | Risultato | Squadra 2      |
| ---------------- | --------- | -------------- |
| Zenit-2          | 3 – 0     | Dinamo Vologda |
| Torpedo Vladimir | 1 – 0     | Nara-Desna     |

### Zona centrale
| Squadra 1         | Risultato       | Squadra 2   |
| ----------------- | --------------- | ----------- |
| Spartak Luchovicy | 1 – 1 (3-5 dcr) | Lobnya-Alla |
| Spartak Rjazan'   | 1 – 1 (3-4 dcr) | Mordovija   |

### Zona Sud
| Squadra 1          | Risultato | Squadra 2           |
| ------------------ | --------- | ------------------- |
| Krasnodar-2000     | 2 – 4     | Spartak-UGP Anapa   |
| Olimpija Volgograd | 3 – 2     | Spartak Vladikavkaz |

### Zona Urali-Volga
| Squadra 1     | Risultato       | Squadra 2        |
| ------------- | --------------- | ---------------- |
| Dinamo Kirov  | 1 – 1 (5-3 dcr) | Alnas            |
| SOJUZ-Gazprom | 1 – 3           | Nosta Novotroick |

### Zona Est
| Squadra 1         | Risultato | Squadra 2          |
| ----------------- | --------- | ------------------ |
| Metallurg-Kuzbass | 3 – 1     | Irtyš Omsk         |
| Čita              | 3 – 1     | Amur Blagoveščensk |

## Quarto turno
Alle 10 ammesse del turno precedente si aggiunsero le 22 squadre di Pervij divizion.
Tutte le partite furono disputate il 21 giugno 2006.
| Squadra 1             | Risultato       | Squadra 2         |
| --------------------- | --------------- | ----------------- |
| Zenit-2               | 2 – 2 (4-2 dcr) | Torpedo Vladimir  |
| Chimki                | 3 – 2           | Baltika           |
| Fakel Voronež         | 2 – 0           | Orël              |
| Lobnya-Alla           | 0 – 1           | Dinamo Brjansk    |
| Mordovija             | 2 – 0           | Avangard Kursk    |
| Saljut Belgorod       | 0 – 1           | Kuban'            |
| Spartak-UGP Anapa     | 3 – 5           | Terek Groznyj     |
| Mašuk-KMV Pjatigorsk  | 1 – 2           | Angušt Nazran'    |
| Anži                  | 2 – 0           | Volgar'-Gazprom-2 |
| Olimpija Volgograd    | 1 – 4           | Dinamo Machačkala |
| Spartak N.N.          | 1 – 0           | KAMAZ             |
| Dinamo Kirov          | 2 – 0           | Lada Togliatti    |
| Nosta Novotroick      | 1 – 2           | Ural              |
| Sibir'                | 2 – 0           | Sodovik           |
| Čita                  | 0 – 0 (3-0 dcr) | Metallurg-Kuzbass |
| Metallurg Krasnojarsk | 1 – 0           | SKA-Ėnergija      |

## Quinto turno
Vi parteciparono le 16 qualificate del turno precedente e le 16 squadre di Prem'er-Liga 2006: fu il primo turno ad essere disputato su gare di andata e ritorno.
Le partite di andata furono disputate il 2 luglio 2006, quelle di ritorno il tra il 9 e il 20 settembre 2006.
| Squadra 1              | Totale      | Squadra 2             | Andata | Ritorno |
| ---------------------- | ----------- | --------------------- | ------ | ------- |
| Zenit-2                | 0 - 5       | Rubin                 | 0 - 2  | 0 - 3   |
| Fakel Voronež          | 1 - 3       | Torpedo Mosca         | 0 - 0  | 1 - 3   |
| Chimki                 | 1 - 2       | Rostov                | 0 - 2  | 1 - 0   |
| Dinamo Brjansk         | 3 - 3 (gfc) | Šinnik                | 2 - 0  | 1 - 3   |
| CSKA Mosca             | 4 - 1       | Mordovija             | 4 - 0  | 0 - 1   |
| Kryl'ja Sovetov Samara | 5 - 2       | Kuban'                | 1 - 1  | 4 - 1   |
| Terek Groznyj          | 4 - 5       | FK Mosca              | 4 - 1  | 0 - 4   |
| Amkar Perm'            | 5 - 1       | Angušt Nazran'        | 3 - 0  | 2 - 1   |
| Lokomotiv Mosca        | 5 - 3       | Anži                  | 4 - 2  | 1 - 1   |
| Dinamo Machačkala      | 4 - 3       | Luč-Ėnergija          | 4 - 0  | 0 - 3   |
| Spartak N.N.           | 1 - 5       | Dinamo Mosca          | 1 - 3  | 0 - 2   |
| Dinamo Kirov           | 1 - 6       | Tom' Tomsk            | 0 - 4  | 1 - 2   |
| Ural                   | 2 - 3       | Spartak Mosca         | 2 - 2  | 0 - 1   |
| Spartak Nal'čik        | 1 - 3       | Sibir'                | 1 - 1  | 0 - 2   |
| Čita                   | 2 - 4       | Zenit San Pietroburgo | 1 - 2  | 1 - 2   |
| Saturn                 | 6 - 2       | Metallurg Krasnojarsk | 4 - 1  | 2 - 1   |

## Ottavi di finale
Parteciparono le 16 qualificate del quinto turno; anche questo turno fu disputato su gare di andata e ritorno.
Le gare di andata furono disputate tra il 18 febbraio e il 4 marzo 2007; quelle di ritorno tra il 26 febbraio e il 14 marzo 2007.
| Squadra 1             | Totale | Squadra 2              | Andata | Ritorno |
| --------------------- | ------ | ---------------------- | ------ | ------- |
| Dinamo Machačkala     | -      | Lokomotiv Mosca        | -      | -       |
| CSKA Mosca            | 0 - 2  | Kryl'ja Sovetov Samara | 0 - 0  | 0 - 2   |
| Spartak Mosca         | 4 - 1  | Sibir'                 | 1 - 0  | 3 - 1   |
| FK Mosca              | 6 - 2  | Amkar Perm'            | 3 - 0  | 3 - 2   |
| Rostov                | 4 - 1  | Rubin                  | 3 - 1  | 1 - 0   |
| Torpedo Mosca         | 0 - 1  | Dinamo Brjansk         | 0 - 1  | 0 - 0   |
| Zenit San Pietroburgo | 2 - 1  | Saturn                 | 1 - 0  | 1 - 1   |
| Dinamo Mosca          | 2 - 1  | Tom' Tomsk             | 2 - 0  | 0 - 1   |

## Quarti di finale
Le gare di andata furono disputate il 14 aprile 2007, quelle di ritorno il 18 aprile 2007.
| Squadra 1             | Totale | Squadra 2              | Andata | Ritorno |
| --------------------- | ------ | ---------------------- | ------ | ------- |
| Rostov                | 1 - 2  | Dinamo Brjansk         | 1 - 2  | 0 - 0   |
| FK Mosca              | 5 - 2  | Kryl'ja Sovetov Samara | 3 - 2  | 2 - 0   |
| Dinamo Mosca          | 1 - 4  | Lokomotiv Mosca        | 1 - 0  | 0 - 4   |
| Zenit San Pietroburgo | 2 - 3  | Spartak Mosca          | 1 - 2  | 1 - 1   |

## Semifinali
Le partite di andata furono disputate il 2 maggio 2007, quelle di ritorno l'8 e il 9 maggio 2007.
| Squadra 1       | Totale | Squadra 2     | Andata | Ritorno |
| --------------- | ------ | ------------- | ------ | ------- |
| Dinamo Brjansk  | 1 - 2  | FK Mosca      | 1 - 1  | 0 - 1   |
| Lokomotiv Mosca | 5 - 1  | Spartak Mosca | 3 - 0  | 2 - 1   |

## Finale
| Arbitro: | Baskakov (Mosca) |

|  |           |               |
|  | Marcatori | 103’ O'Connor |